# Wülfershausen an der Saale
Wülfershausen an der Saale település Németországban, azon belül Bajorországban. Lakosainak száma 1555 fő (2023. december 31.).

## Népesség
A település népessége az elmúlt években az alábbi módon változott:
| Lakosok száma | 855  | 1118 | 1057 | 1483 | 1478 | 1484 | 1458 | 1467 | 1495 | 1555 |
|               | 1875 | 1950 | 1975 | 1987 | 2012 | 2014 | 2016 | 2017 | 2021 | 2023 |